# Kidron (Ohio)
Kidron – jednostka osadnicza w Stanach Zjednoczonych, w stanie Ohio, w hrabstwie Wayne.